# Lucy Beatrice Moore
Lucy Beatrice Moore (1906 - 1987 ) fue una botánica, y ecóloga neozelandesa.
En 1920 asiste a la recientemente fundada "Escuela Epsom Girls’ Grammar", de Auckland, donde se enseñaba botánica. Por su excelencia en idiomas y en ciencias, gana la "Beca Junior" para el "Colegio Auckland University", ingresando en 1925. Una de sus primeras influencias fue el botánico TL Lancaster, bajo cuya dirección obtuvo su M.Sc. de 1.ª clase, en 1929 con una tesis sobre el parásito de raíces Dactylanthus. Ese mismo año se le otorgó la Beca Lubecki Duffus, que también recibió en 1930 y 1931 para investigación. Comenzó a trabajar en 1932 como ayudante en zoología de las clases de primer año de WR McGregor, en Auckland University College. Este aprendizaje, que fue apoyada por una red de entusiastas colegas, culminó en el viaje de 10 meses, desde mayo de 1935 a Gran Bretaña y a Europa, donde asistió a los congresos botánicos en Londres y en Ámsterdam.

## Algunas publicaciones
- 1944 - 1971. The changing vegetation of Molesworth station, New Zealand
- 1978. Oxford book of New Zealand plants (con J.B. Irwin como artista.)

## Honores
En 1945 fue elegida miembro de la Sociedad linneana de Londres. Fue MBE en 1959, y en 1963 la Universidad de Canterbury le dio su DSC por su investigación en Hebe. Y miembro de la Sociedad Real de Nueva Zelanda de 1947, concediéndosele la Medalla Conmemorativa Hutton en 1965. En el mismo año fue Leonard Cockayne Memorial Lecture. En 1974 fue galardonada con la Medalla Sir Ernest Marsden de servicio a la ciencia por la Asociación de Científicos de Nueva Zelanda.

### Epónimos
Numerosas especies lucida, y lucidum se nombraron en su honor.
- La abreviatura «L.B.Moore» se emplea para indicar a Lucy Beatrice Moore como autoridad en la descripción y clasificación científica de los vegetales.[3]

## Fuente
- Morton, john. 2007. Moore, Lucy Beatrice 1906 - 1987. Dictionary of New Zealand Biography URL: http://www.dnzb.govt.nz/